# Adnan Şenses
Adnan Şenses (ur. 21 sierpnia 1935 w Bursie, zm. 25 grudnia 2013 w Stambule) – turecki muzyk i aktor.

## Wybrana filmografia
- 1962: Seni bekleyecegim
- 1966: Senede bir gun
- 1978: Avare jako Adnan